# БРДМ 2Т
БРДМ-2Т «Сталкер» (РДМ-2Т) — гусеничная боевая разведывательно-диверсионная машина, созданная белорусской компанией «Минотор-Сервис». БРДМ предназначена для автономных операций в глубоком тылу: диверсий, разведки, эвакуации сбитых лётчиков, установки противотанковых мин в неожиданных местах, внезапных атак на автоколонны. Она может не только производить поиск целей в глубоком тылу противника и передавать координаты, но и обладает набором необходимого оружия для их уничтожения.

## История
Работы над машиной шли на протяжении почти всех 90-х годов, и первый готовый образец был продемонстрирован в 2000 году. Имелось две модели: с пустынным и лесным камуфляжем. БРДМ демонстрировался на различных выставках, в том числе и в ОАЭ. Несмотря на высокие оценки машины, её так никто и не приобрёл, а для белорусской армии она была чересчур дорога. На настоящий момент проект заморожен.

## Особенности конструкции
Машина изначально разрабатывалась с учётом требований высокой мобильности, малозаметности, защищённости и хорошей вооружённости. Дизельный двигатель с гидромеханической трансмиссией обеспечивает максимальную скорость до 95 км/ч. В конструкции 2Т «Сталкер» использованы материалы, снижающие заметность в радиолокационном, тепловом и оптическом диапазонах.
БРДМ обладает обширным арсеналом, который позволяет эффективно поражать различные цели. Система управления огнём включает двухканальное обзорно-прицельное устройство с лазерным дальномером, обеспечивающее поиск, обнаружение и сопровождение целей в пассивном режиме в дневных и ночных условиях.
В состав бортового вооружения входят:
- противотанковый ракетный комплекс «Штурм-С» с ракетой «Атака»;
- зенитный ракетный комплекс «Игла»;
- 30-мм автоматическая пушка 2А42;
- 30-мм автоматический гранатомёт АГ-30;
- спаренный пулемёт ПКТ;
- набор противотанковых мин.

Система управления огнём позволяет вести одновременный обстрел двух целей.
Разведывательное оборудование 2Т «Сталкер» представляет собой многоканальный круглосуточный оптико-электронный комплекс, обеспечивающий автоматическую селекцию и сопровождение движущихся целей, лазерное и оптическое определение дальности до цели, автоматическую передачу разведданных на большую дальность.
Возимый запас боеприпасов, топлива, воды и продуктов питания обеспечивает длительную автономную боевую машины и экипажа в отрыве от тылов и баз снабжения.